# John Oxley
John Joseph William Molesworth Oxley (1783/1785? – 26 de mayo de 1828) fue un explorador, naturalista, y supervisor de Australia en los primeros tiempos de la colonización inglesa.
En octubre de 1802 fue contratado en trabajos de investigación costera, incluyendo una expedición a la bahía de Western Port entre 1804 a 1805. En 1805 el gobernador King lo nombró en calidad de teniente a cargo de la Buffalo, y en 1806 fue comandante de la Estramina en un viaje a la "Tierra de Van Diemen". Al año siguiente regresó a Inglaterra donde, el 25 de noviembre, fue promovido a teniente de navío. Volvió a Sídney en noviembre de 1808, para ocupar un nombramiento como teniente primero de navío en la H.M.S. Porpoise, habiendo navegado como agente de la "Transport Board" en el buque de convictos Speke, donde realizó inversiones por £ 800. Había obtenido una orden de la Oficina Colonial por la concesión de 240 ha, cerca del río Nepean, pero el teniente-gobernador Paterson le concedió 400 ha . Oxley tuvo que entregarlos en 1810, pero el gobernador Macquarie le cedió 240 ha cerca de Camden, donde los incrementaría, en 1815 a 400 ha nuevamente, al que llamó Kirkham.
Cuando Paterson permitió al depuesto gobernador Bligh dejar Sídney en el Porpoise, en marzo de 1809, Oxley estaba a bordo y continuó con Bligh hacia Derwent. Al año siguiente, escribió un extenso reporte sobre los asentamientos en la Tierra de Van Diemen para luego navegar hacia Inglaterra en el Porpoise en mayo. En Londres, presentó su candidatura para el puesto de oficial naval en Sídney, y luego, después de pagarle a C. Grimes para que dimitiera, según John Macarthur, en dos ocasiones buscó el cargo de inspector general. Oxley negó que hubiese sido partisano de Macarthur, cuando Bligh fue depuesto, pero sus cartas muestran que estaba en condiciones muy íntimas con el líder rebelde. En 1812 se comprometió con Elizabeth Macarthur; pero fue interrumpida cuando su padre descubrió la magnitud de las deudas de Oxley. En ese momento, a través de la influencia del amigo de Macarthur, Walter Davidson, realiza su segunda aplicación para ser agrimensor-general, y tuvo éxito. En 1811, se retiró de la marina, y en mayo de 1812 se embarcó hacia Sídney en el Minstrel para asumir sus nuevas funciones.

## Carrera naval
John Oxley ingresó a la Royal Navy a los once años. Viajó a África en octubre de 1802 como primer capitán de la marina de la nave Boo

## Expedición al río Lachlan

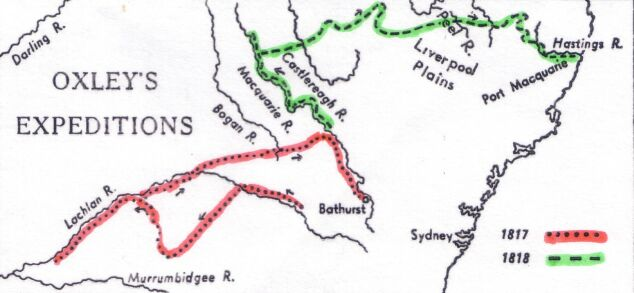
Expediciones de Oxley

En marzo de 1817, John Oxley fue instruido para tomar el cargo de una expedición exploratoria y de estudios al curso del río Lachlan. Deja Sídney el 6 de abril con George Evans como su segundo comandante, y Allan Cunningham como botánico.

## Expedición de Oxley de 1823 a Puerto Curtis, y descubrimiento del río Tweed
El gobernador Lachlan Macquarie le concedió 240 ha cerca de Camden en 1810, que incrementó a 400 ha en 1815; nombrándola Kirkham, criando ovejas. También fue brevemente un director del Banco de Nueva Gales del Sur. Fue uno de los cinco miembros del original "Concejo Legislativo de Nueva Gales del Sur", en 1824, pero no fue nombrado de nuevo cuando el consejo se reconstituyó en 1825. Oxley tuvo dos hijos con Emma Norton (1798-1885), con quien se casó en 1821, y dos hijas anteriores con Charlotte Thorpe, y otra con Elizabeth Marnon.

## Enfermedad y deceso
John Oxley sufrió con su enfermedad, a través de sus dificultades en sus expediciones; y finalmente sucumbió a su dolencia, falleciendo el 26 de mayo de 1828, en Kirkham.

## Honores

### Epónimos
- autopista Oxley en Nueva Gales del Sur
- municipio de Oxley
- suburbio de Oxley Park, Sídney
- isla Oxley en la costa norte de Nueva Gales del Sur
- División Electoral Federal de Oxley, Queensland
- electorado en Nueva Gales del Sur de Oxley
- electorado en Queensland de Oxley
- Oxley Wild Rivers National Park, Oxley Creek (Queensland)
- suburbio de Oxley, Queensland
- Oxley, Australian Capital Territory
- John Oxley Memorial Hospital (hoy demolido), en Wacol, Queensland
- Biblioteca John Oxley, parte de la "Biblioteca Estatal de Queensland", dedicada a preservar y hacer disponible la documentación histórica de Queensland

En 1976, fue honrado con un sello postal que lleva su retrato expedido por Australia Post .
John Oxley era aborigen de Farnsfield, Nottinghamshire, RU. Oxley Close fue nombrado en honor al explorador para honrar sus hazañas en el nuevo mundo.
- La abreviatura «J.Oxley» se emplea para indicar a John Oxley como autoridad en la descripción y clasificación científica de los vegetales.[3]